# Östervåla socken
Östervåla socken i Uppland ingick i Våla härad, ingår sedan 1971 i Heby kommun, sedan 2007 i Uppsala län (före 2006-12-31 i Västmanlands län), och motsvarar från 2016 Östervåla distrikt.
Socknens areal är 253,34 kvadratkilometer, varav 233,93 land. År 2000 fanns här 3 070 invånare. Aspnäs gård med Aspnäs gårdskyrka samt tätorten Östervåla med sockenkyrkan Östervåla kyrka ligger i socknen. Troligen har byn Hov ursprungligen fungerat som kyrkby.

## Administrativ historik
Östervåla socken har medeltida ursprung. Äldsta kända omnämnande är från slutet av 1200-talet, men lär vara äldre.
Kyrkan och dess inventarier innehåller dock inget som visar att den är äldre. Ett fåtal av socknens byar har forntida anor, men till största delen verkar en kolonisation ha ägt rum under tidig medeltid. Ursprungligen tillhörde de östligast belägna gårdarna med Aspnäs säteri och Gundbo, Hindersbo, Holvarbo och Öndbo till Tierps socken. Troligen flyttades de över till Östervåla 1492. Ingeborgbo tillhörde Östervåla kyrksocken, men Tierps jordebokssocken, och flyttades över till Östervåla i alla avseenden först 1889.
Vid kommunreformen 1862 övergick socknens ansvar för de kyrkliga frågorna till Östervåla församling och för de borgerliga frågorna till Östervåla landskommun. Landskommunens utökades 1952 och uppgick 1971 i Heby kommun som 2007 överfördes från Västmanlands län till Uppsala län.
1 januari 2016 inrättades distriktet Östervåla, med samma omfattning som församlingen hade 1999/2000.  
Socknen har tillhört län, fögderier, tingslag och domsagor enligt vad som beskrivs i artikeln Våla härad.  De indelta soldaterna tillhörde Västmanlands regemente, Salbergs kompani och Livregementets grenadjärkår, Östra Västmanlands kompani.

## Geografi
Östervåla socken ligger norr och väster om Tämnaren kring Åbyån. Socknen har dalgångsbygd vid åarna och är i övrigt en myrrik skogsbygd.
Socknen genomkorsas av länsväg 272.

## Fornlämningar
Från järnåldern finns några spridda gravar och tre gravfält. Vid Åby finns runstenen U 1180. U 1178 fanns tidigare på kyrkogården, men är nu i Länsmuseet i Västerås. Båda stenarna är bedömda som nonsensinskrifter.

## Namnet
Namnet (1296 Valir) innehåller plural av vål, 'samling av kullfallna träd, ris' och är ett bygdenamn. Förleden Öster har använt sedan 1600-talet och åtminstone från 1845 till 1910 skrivs namnet Öster-våla för att därefter skrivas som nu. I Västmanland finns en närbelägen Västervåla socken.

## Kända personer från Östervåla socken
- Anders Schönberg den yngre
- Elias Frondin
- Ernst Eklund
- Johan Andersson i Stärte
- Johan Persson (fp)
- Lars Landgren (1810-88) - Biskop i Härnösands stift 1876-88
- Rudolf Wåhlin